# Tritone (divinità)

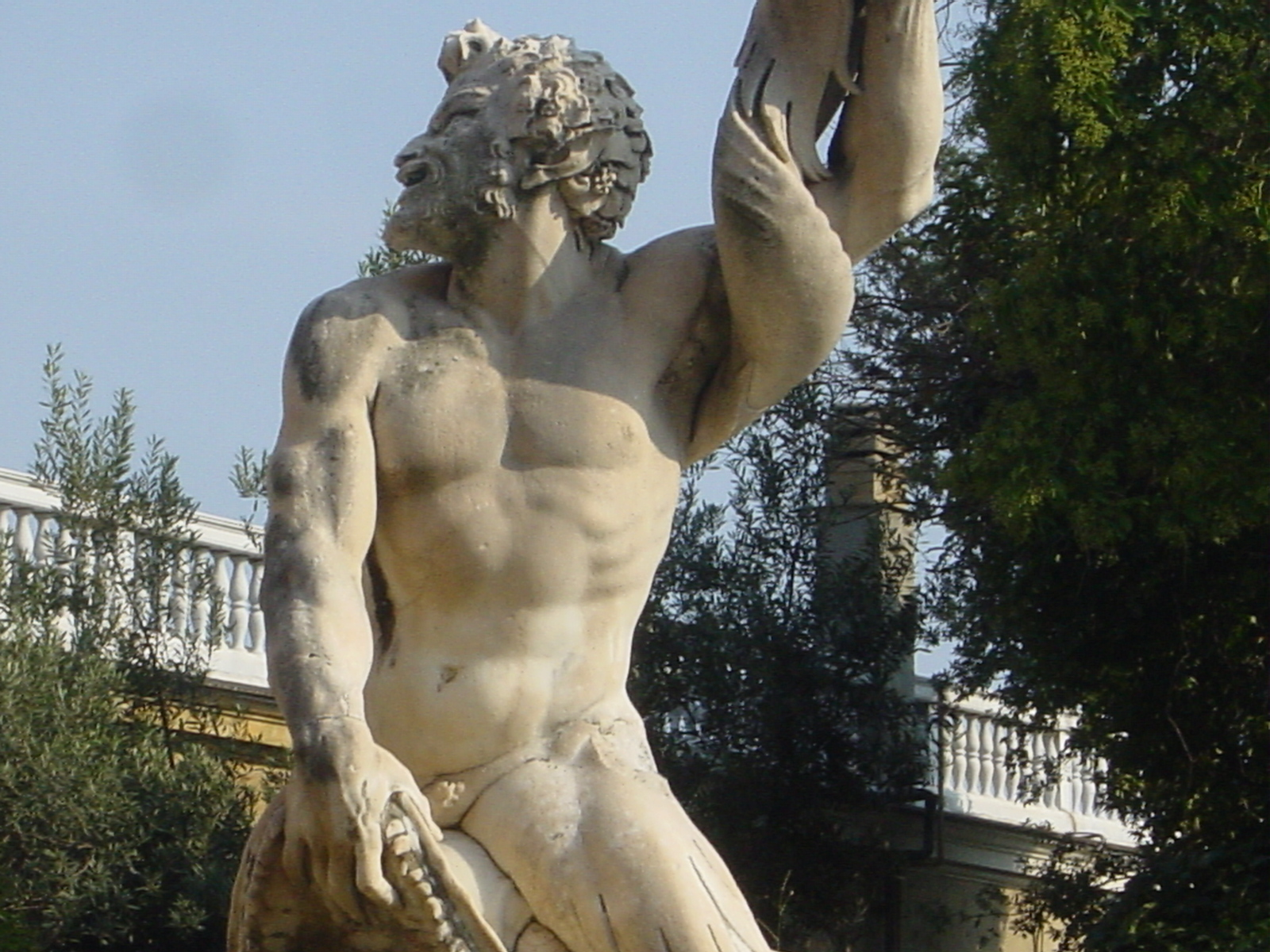
Statua del Tritone al Palazzo del Principe di Genova

Tritone è, nella mitologia greca, il figlio del dio del mare Poseidone e della nereide Anfitrite, e il progenitore dei Tritoni.

## Caratteristiche
Tritone aveva un corno di conchiglia, il cui suono calmava le tempeste e annunciava l'arrivo del dio del mare. Notissimo per l'aiuto che diede a Giasone e agli Argonauti nel trovare la rotta da seguire, Tritone veniva raffigurato con la metà superiore umana e quella inferiore a forma di pesce, mentre tutta la pelle era verde. La sua origine è pregreca, probabilmente fenicia (vedi Dagon).
Nell'iconografia, con il nome di Tritoni si designa un ampio numero di divinità marine minori che accompagnano Poseidone, considerate la progenie di Tritone stesso.

## Nella cultura di massa
- Il personaggio di Re Tritone del film Disney La sirenetta è basato su Tritone.

- Nell'anime C'era una volta... Pollon Tritone compare come figlio di Poseidone nell'episodio Poseidone alle Olimpiadi.
- Tritone è il protagonista di un manga di Osamu Tezuka intitolato Triton